# Havssugga
Havssugga (Scorpaena scrofa), en giftig bottenfisk i familjen drakhuvudfiskar som finns i östra Atlanten från Brittiska öarna till Senegal. 

## Utseende
Havssuggan påminner till kroppsformen om en abborre och har ett stort huvud med hudflikar och taggar. Bröstet och området kring bröstfenornas bas saknar fjäll. Ryggfenan har 12 taggstrålar följda av 9 mjukstrålar. Analfenan har samma uppbyggnad med 3 taggstrålar och 5 mjukstrålar. Ryggfenans främre taggstråle är förbunden med en giftkörtel. Kroppsfärgen är rödbrun till skär med ljusare och mörkare fläckar, medan fenorna är brunspräckliga. I bakänden av den främre, taggstråliga delen av ryggfenan har den ofta en mörk fläck. Som mest kan arten bli 50 cm lång och väga 2,96 kg.

## Vanor
Arten är en solitär, havslevande bottenfisk som kan gå upp i bräckt vatten. Den förekommer på djup mellan 20 och 200 m, vanligen ovanför 150 m. Den är aktiv under natten, och tillbringar dagen gömd under klippor på grunt vatten. Havssuggan föredrar klippbottnar, men kan också vistas på dy- och sandbotten samt i sjögräsområden.
Födan består av fiskar, kräftdjur och blötdjur.
Leken sker under sommaren; äggen och larverna är pelagiska.

## Utbredning
Havssuggan finns i östra Atlanten från Brittiska öarna (där den dock är sällsynt) över Madeira, Kanarieöarna och Kap Verdeöarna till Senegal. Den går in i Medelhavet, men saknas i Svarta havet.

## Kommersiell betydelse
Ett visst kommersiellt fiske bedrivs. Den förekommer också i större (offentliga) akvarier.